# Hiroki Narabayashi
Hiroki Narabayashi (奈良林 寛紀 Narabayashi Hiroki?), född 14 januari 1988 i Okayama prefektur, är en japansk fotbollsspelare.
Narabayashi började sin karriär 2010 i Fujieda MYFC. Han spelade 147 ligamatcher för klubben. Han avslutade karriären 2016.